# Dejan Ljubicic
Dejan Ljubicic (Vienna, 8 ottobre 1997) è un calciatore austriaco, centrocampista della Dinamo Zagabria.

## Biografia
È nato a Vienna da genitori croato-bosniaci cattolici, rifugiati in Austria a causa della guerra in Bosnia ed Erzegovina.

## Caratteristiche tecniche
Mediano molto fisico, può essere impiegato anche come difensore centrale; ha dichiarato di ispirarsi a Sergi Busquets.

## Carriera

### Club
Cresciuto nel Rapid Vienna, il 7 luglio 2017 ha firmato il primo contratto professionistico, della durata di tre anni. Inizialmente prestato al Wiener Neustadt, dopo 7 presenze con il club militante in Erste Liga, il 22 agosto fa ritorno ai bianco-verdi, venendo inserito subito nell'organico della prima squadra.
Il 26 aprile 2021 firma un contratto quadriennale con il Colonia, con decorrenza dal 1º luglio seguente.
Il 17 giugno 2025 viene acquistato dalla Dinamo Zagabria.

### Nazionale
Dopo aver giocato con le varie rappresentative giovanili austriache, ha esordito con l'under-21 il 10 ottobre 2017, nella partita di qualificazione all'Europeo 2019 vinta per 0-5 contro l'Armenia.
Il 9 ottobre 2021 esordisce in nazionale maggiore nel successo per 0-2 contro le Fær Øer. Il 15 novembre seguente realizza la prima rete con l'Austria nel successo per 4-1 contro la Moldavia.

## Statistiche

### Presenze e reti nei club
Statistiche aggiornate al 23 febbraio 2025.
| Stagione               | Squadra                | Campionato             | Campionato | Campionato | Coppe nazionali | Coppe nazionali | Coppe nazionali | Coppe continentali | Coppe continentali | Coppe continentali | Altre coppe | Altre coppe | Altre coppe | Totale | Totale | Totale |
| Stagione               | Squadra                | Comp                   | Pres       | Reti       | Comp            | Pres            | Reti            | Comp               | Pres               | Reti               | Comp        | Pres        | Reti        | Pres   | Reti   |        |
| ---------------------- | ---------------------- | ---------------------- | ---------- | ---------- | --------------- | --------------- | --------------- | ------------------ | ------------------ | ------------------ | ----------- | ----------- | ----------- | ------ | ------ | ------ |
| 2015-2016              | Rapid Vienna II        | RL                     | 20         | 0          | -               | -               | -               | -                  | -                  | -                  | -           | -           | -           | 20     | 0      |        |
| 2016-2017              | Rapid Vienna II        | RL                     | 25         | 3          | -               | -               | -               | -                  | -                  | -                  | -           | -           | -           | 25     | 3      |        |
| Totale Rapid Vienna II | Totale Rapid Vienna II | Totale Rapid Vienna II | 45         | 3          |                 | -               | -               |                    | -                  | -                  |             | -           | -           | 45     | 3      |        |
| lug.-ago. 2017         | Wiener Neustadt        | EL                     | 7          | 0          | CA              | 0               | 0               | -                  | -                  | -                  | -           | -           | -           | 7      | 0      |        |
| 2017-2018              | Rapid Vienna           | BL                     | 28         | 3          | CA              | 4               | 0               | -                  | -                  | -                  | -           | -           | -           | 32     | 3      |        |
| 2018-2019              | Rapid Vienna           | BL                     | 27+2       | 1          | CA              | 4               | 0               | UEL                | 12                 | 1                  | -           | -           | -           | 45     | 2      |        |
| 2019-2020              | Rapid Vienna           | BL                     | 22         | 2          | CA              | 1               | 0               | -                  | -                  | -                  | -           | -           | -           | 23     | 2      |        |
| 2020-2021              | Rapid Vienna           | BL                     | 24         | 0          | CA              | 2               | 0               | UCL+UEL            | 2+3                | 0+1                | -           | -           | -           | 31     | 1      |        |
| Totale Rapid Vienna    | Totale Rapid Vienna    | Totale Rapid Vienna    | 101+2      | 6          |                 | 11              | 0               |                    | 17                 | 2                  |             | -           | -           | 131    | 8      |        |
| 2021-2022              | Colonia                | BL                     | 30         | 3          | CG              | 2               | 0               | -                  | -                  | -                  | -           | -           | -           | 32     | 3      |        |
| 2022-2023              | Colonia                | BL                     | 27         | 5          | CG              | 1               | 1               | UECL               | 5                  | 2                  | -           | -           | -           | 33     | 8      |        |
| 2023-2024              | Colonia                | BL                     | 26         | 0          | CG              | 1               | 0               | -                  | -                  | -                  | -           | -           | -           | 27     | 0      |        |
| 2024-2025              | Colonia                | 2L                     | 19         | 4          | CG              | 3               | 1               | -                  | -                  | -                  | -           | -           | -           | 22     | 5      |        |
| Totale Colonia         | Totale Colonia         | Totale Colonia         | 102        | 12         |                 | 7               | 2               |                    | 5                  | 2                  |             | -           | -           | 114    | 16     |        |
| Totale carriera        | Totale carriera        | Totale carriera        | 257        | 21         |                 | 18              | 2               |                    | 22                 | 4                  |             | -           | -           | 297    | 27     |        |

### Cronologia presenze e reti in nazionale
| Cronologia completa delle presenze e delle reti in nazionale ― Austria | Cronologia completa delle presenze e delle reti in nazionale ― Austria | Cronologia completa delle presenze e delle reti in nazionale ― Austria | Cronologia completa delle presenze e delle reti in nazionale ― Austria | Cronologia completa delle presenze e delle reti in nazionale ― Austria | Cronologia completa delle presenze e delle reti in nazionale ― Austria | Cronologia completa delle presenze e delle reti in nazionale ― Austria | Cronologia completa delle presenze e delle reti in nazionale ― Austria |
| Data                                                                   | Città                                                                  | In casa                                                                | Risultato                                                              | Ospiti                                                                 | Competizione                                                           | Reti                                                                   | Note                                                                   |
| ---------------------------------------------------------------------- | ---------------------------------------------------------------------- | ---------------------------------------------------------------------- | ---------------------------------------------------------------------- | ---------------------------------------------------------------------- | ---------------------------------------------------------------------- | ---------------------------------------------------------------------- | ---------------------------------------------------------------------- |
| 9-10-2021                                                              | Tórshavn                                                               | Fær Øer                                                                | 0 – 2                                                                  | Austria                                                                | Qual. Mondiali 2022                                                    | -                                                                      | 77’                                                                    |
| 15-11-2021                                                             | Klagenfurt am Wörthersee                                               | Austria                                                                | 4 – 1                                                                  | Moldavia                                                               | Qual. Mondiali 2022                                                    | 1                                                                      | 58’                                                                    |
| 6-6-2022                                                               | Vienna                                                                 | Austria                                                                | 1 – 2                                                                  | Danimarca                                                              | UEFA Nations League 2022-2023 - 1º Turno                               | -                                                                      | 45’                                                                    |
| 22-9-2022                                                              | Saint-Denis                                                            | Francia                                                                | 2 – 0                                                                  | Austria                                                                | UEFA Nations League 2022-2023 - 1º Turno                               | -                                                                      | 50’                                                                    |
| 24-3-2023                                                              | Linz                                                                   | Austria                                                                | 4 – 1                                                                  | Azerbaigian                                                            | Qual. Euro 2024                                                        | -                                                                      | 74’                                                                    |
| 27-3-2023                                                              | Linz                                                                   | Austria                                                                | 2 – 1                                                                  | Estonia                                                                | Qual. Euro 2024                                                        | -                                                                      | 45’                                                                    |
| 17-6-2023                                                              | Bruxelles                                                              | Belgio                                                                 | 1 – 1                                                                  | Austria                                                                | Qual. Euro 2024                                                        | -                                                                      | 87’                                                                    |
| 20-6-2023                                                              | Vienna                                                                 | Austria                                                                | 2 – 0                                                                  | Svezia                                                                 | Qual. Euro 2024                                                        | -                                                                      | 90+1’                                                                  |
| 7-9-2023                                                               | Linz                                                                   | Austria                                                                | 1 – 1                                                                  | Moldavia                                                               | Amichevole                                                             | -                                                                      | 35’                                                                    |
| Totale                                                                 |                                                                        | Presenze                                                               | 9                                                                      |                                                                        | Reti                                                                   | 1                                                                      |                                                                        |

## Palmarès
- Campionato tedesco di seconda divisione: 1

Colonia: 2024-2025